# Lauren LaVera

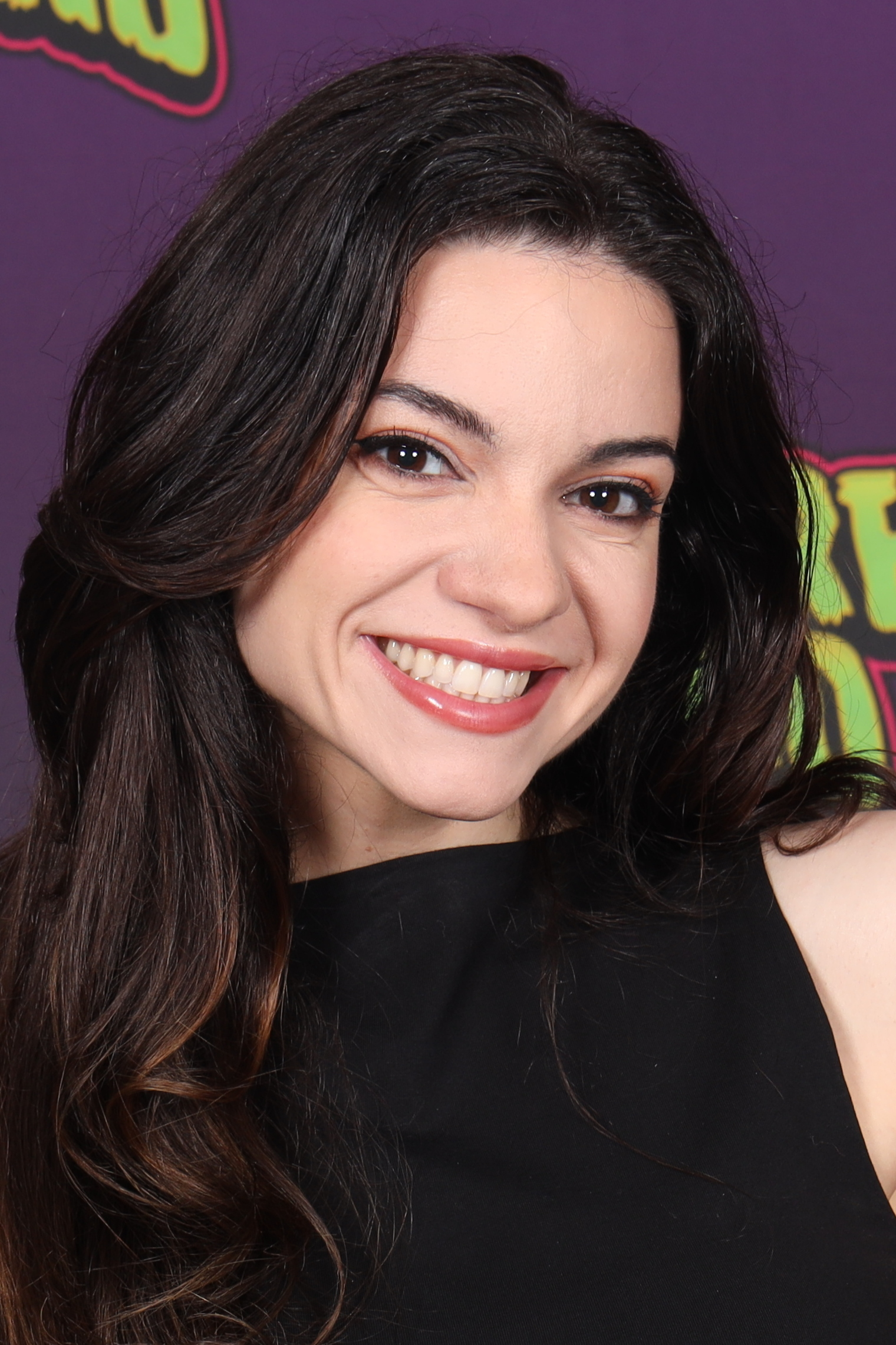
Lauren LaVera (2024)

Lauren LaVera (* 14. Juni 1994 in Philadelphia) ist eine US-amerikanische Schauspielerin.

## Leben und Karriere
LaVera wurde am 14. Juni 1994 in Philadelphia geboren. Sie studierte an der Temple University. 2016 war sie Anya Taylor-Joys Body-Double im Film Split. Ihr Schauspieldebüt gab sie 2017 in dem Fernsehfilm Under the Flowers. Danach hatte sie Gastrollen in den Fernsehserien Marvel’s Iron Fist und The Middle of X. Außerdem trat sie in den Serien Clinton Road, Wetlands, MacGyver und Dispatches from Elsewhere auf. 2022 übernahm LaVera im Film Terrifier 2 die Hauptrolle. Zwei Jahre später kehrte sie in der Rolle der Sienna Shaw für den dritten Teil der Slasher-Reihe zurück.

## Privates
Abgesehen von ihrer Schauspielkarriere hat Lauren über 19 Jahre Erfahrung in Kampfkünsten, einschließlich Taekwondo, Jūjutsu, Prodal, Wushu und Muay Thai.

## Filmografie
Filme
- 2018: The Middle of X
- 2019: Clinton Road
- 2019: Wetlands
- 2020: A Taste of Christmas (Fernsehfilm)
- 2022: Terrifier 2
- 2022: Gilly and Keeves: The Special
- 2022: Not For Nothing
- 2023: Ein Sommer voller Leidenschaft (Chestnut)
- 2023: The Well
- 2024: The Hunter’s Anthology – The Demon Hunter
- 2024: Dreaming of You
- 2024: The Life of Chuck (Stimme)
- 2024: Terrifier 3
- 2025: The Fetus

Serien
- 2017: Under the Flowers
- 2017: Marvel’s Iron Fist
- 2018: Under the Flowers: Circle of Hell
- 2020: MacGyver
- 2020: Dispatches from Elsewhere
- 2021: The Hunter’s Anthology
- 2021: Gilly and Keeves
- 2024: Law & Order: Organized Crime